# Bancor
El Bancor fue una propuesta de unidad monetaria internacional ideada por el economista John Maynard Keynes como líder de la delegación británica a las negociaciones que establecieron los Acuerdos de Bretton Woods. Sin embargo, el bancor no fue instrumentado como moneda global, empleándose en su lugar el dólar estadounidense.

## Descripción general
Inicialmente el valor del bancor sería establecido en relación con 30 mercancías básicas, una de las cuales sería el oro. El propósito de la propuesta era estabilizar el precio promedio de las mercancías básicas con el del valor del medio internacional de intercambios y acumulación de riqueza (o moneda de reserva). 
Adicionalmente, Keynes proponía imponer impuestos a los excedentes de la Balanza de pagos de las naciones, a fin de promover el consumo a nivel local y el comercio internacional.

## Falla del Bancor y elevación del dólar al papel de moneda internacional
Inicialmente, los EE. UU. hicieron una propuesta similar, que incluía una moneda llamada unitas. El entonces presidente - Franklin D. Roosevelt instruyó a su Secretario del Tesoro de Estados Unidos, Henry Morgenthau (hijo), que se preparara para la introducción de una unidad monetaria internacional. Tales preparaciones fueron puestas a cargo de Harry Dexter White, en el Departamento del Tesoro de los Estados Unidos, quien formuló el plan de la “unitas”.
Sin embargo, en la conferencia misma, se adoptó un nuevo plan: el dólar estadounidense sería adoptado como moneda general de intercambio y ahorro, y su valor se fijaría permanentemente en relación con el oro (a la tasa de 35 dólares por onza de oro). Por otra parte, el valor del resto de las monedas nacionales serían establecidas en relación con el dólar.
Ese sistema persistió hasta el colapso de los acuerdos en 1971 cuando EE. UU. ,bajo la presidencia de Nixon, abandonó la obligación de cambiar dólares por oro a esa tasa, lo que condujo directamente a la Crisis del petróleo de 1973.

## Proyectos similares
Siguiendo lo anterior han surgido algunas tentativas de implementar sistemas basados en el bancor, generalmente a nivel de países agrupados en bloques regionales. 
Tal vez la más notable entre esas, es la tentativa que está siendo implantada por la ASEAN. En ese modelo, las mercaderías que serían usadas como base del valor de la unidad general de intercambio están constituidas por un número limitado de las monedas nacionales de los países integrantes. Esa lista o canasta de monedas es revisada anualmente y modificándose o no con el acuerdo general. Los países mismos pueden proponer o retirar sus monedas de esa “canasta” sujeto a esas discusiones.
Se ha sugerido también que la propuesta del Bancor fue uno de los elementos centrales que determinaron la forma en que el Euro se concretó.
El presidente de Venezuela Hugo Chávez, por su parte, propuso el Petro, una moneda supranacional que se sustentaría en las grandes reservas de petróleo de los países productores del crudo como moneda de reserva internacional para reemplazar el dólar y hacer frente a los problemas de inestabilidad económica causados por la generación de dinero inorgánico.
El 18 de marzo de 2009 un panel de economistas de las Naciones Unidas también propuso  la creación de una nueva divisa global para reemplazar el sistema volátil basado en el dólar, así como dar pasos coordinados para estimular la economía.
En un discurso llamado “La Reforma del Sistema Monetario Internacional” (20 de marzo de 2009), Zhou Xiaochuan, el gobernador del Banco central de la República Popular China (o “Banco Popular Chino” -BPC ) llamó “visionaria” a la propuesta de Keynes, y propuso que el FMI adoptara su sugerencia de DEG como una reserva monetaria internacional en respuesta a la Crisis financiera de 2008. El argumento es que una moneda nacional no es adecuada para ser moneda internacional de intercambio y ahorro debido al “dilema de Triffin”.
De acuerdo a informaciones posteriores, esa propuesta cuenta con el apoyo de países tales como Rusia, India y Brasil. Pero EE. UU. se opone.
Un informe del FMI del 4 de noviembre de 2010, bajo la presidencia de Dominique Strauss-Kahn, da cuenta de cómo se podría abandonar al dólar como divisa internacional, para crear una divisa estilo Bancor.
Esto ha dado origen a la sugerencia que en la medida que la importancia tanto política como económica de China aumente, aumentará la presión por la introducción del Bancor.
Y ya cerrando esta enumeración, corresponde destacar también las recomendaciones de Agustí Chalaux y de sus seguidores, en favor del uso de monedas telemáticas en general, y en particular del uso del bancor telemático como moneda internacional.